# Numerical Wind Tunnel
Il Numerical Wind Tunnel (NWT) era un supercomputer a calcolo parallelo basato su 166 processori vettoriali costruiti da Fujitsu. Divenne operativo nel 1993 presso il National Aerospace Laboratory of Japan, l'unica struttura di ricerca nazionale aerospaziale in Giappone. Per circa un anno fu il più potente computer del pianeta.